# Szakítóvizsgálat
A szakítóvizsgálat a szilárd anyagok mechanikai tulajdonságainak mérésére szolgál. Roncsolásos vizsgálat, amikor a próbatest alakúra kiképzett munkadarabot szakítógépen, állandó húzással fokozatosan megnyújtják, egészen addig, amíg a mintadarab el nem szakad. A folyamat során végig mérik a munkadarab megnyúlását a terhelés változásának függvényében.

## Szakítódiagram
A szakítóvizsgálat egyik eredménye a megnyúlás-erő diagram, az ún. szakítódiagram. Ezen a megnyújtás és a szakítás folyamata nyomon követhető és szakaszokra osztható. 
Az első szakasz a rugalmas alakváltozás szakasza. Ezen a szakaszon nem történik még olyan deformáció, ami miatt a mintadarab ne nyerhetné vissza eredeti alakját.
A második szakasz az egyenletes alakváltozás. Ezen a húzási szakaszon a képlékeny deformáció azonos végig a húzott mintadarabon.
A harmadik szakasz a kontrakció, amikor egy ponton elkeskenyedik a mintadarab, majd ott el is szakad. 
Az anyag szakítószilárdsága az a mennyiség, amely a szakítódiagram maximális erőpontjának és a mintadarab keresztmetszetnek a hányadosa.

## Külső hivatkozás
- A szakítóvizsgálatról
- A szakítóvizsgálat paraméterei Archiválva 2016. május 22-i dátummal a Wayback Machine-ben